# Christoph Strawe
Christoph Strawe (* 16. Januar 1948 in Bonn) ist ein deutscher Anthroposoph, Sozialwissenschaftler und Reformpädagoge. Er war 1. Vorsitzender des MSB Spartakus 1971.

## Leben
Christoph Strawe wurde 1948 in Bonn geboren und studierte an der Bonner Universität Philosophie und Sozialwissenschaften. 1970 war er in der Assoziation Marxistischer Studenten aktiv und wurde im Mai 1971 der erste 1. Vorsitzende des MSB Spartakus. In den 1980er Jahren studierte er Waldorfpädagogik. 1986 wurde er habilitiert an der Universität Jyväskylä (Finnland). Lehrtätigkeit hatte er u. a. an der Freien Hochschule Stuttgart.

## Veröffentlichungen (Auswahl)
- Spartakus-Assoziation marxistischer Studenten, Ch. Strawe, Bonn 1970.
- Woran starb der SDS. Das Dilemma der Antiautoritären und die Konsequenzen marxistischer Studenten. München 1970.
- Zwischen Revolte und Anpassung. Aufstieg einer Bewegung. Eine Retrospektive der Studentenbewegung zum 5. Jahrestag des MSB Spartakus. In: Rote Blätter Nr. 4. April 1976.
- Zwischen Revolte und Anpassung. 2. Folge: Die Spaltung des SDS und die Konsequenzen marxistischer Studenten. Eine Retrospektive der Studentenbewegung zum 5. Jahrestag des MSB Spartakus. In: Rote Blätter Nr. 5. Mai 1976.
- Marxismus und Anthroposophie. Klett, Stuttgart 1986. ISBN 3-608-91407-2
- Der Umbruch in der Sowjetunion. Mitteleuropäische Perspektiven. Verlag am Goetheanum, Dornach 1988. ISBN 3-7235-0460-4
- Soziale Dreigliederung. Chance für eine neue Bewegung in einem sich wandelnden Europa. Was können wir aus der Dreigliederungsbewegung von 1919 für heute lernen? Verlag am Goetheanum, Dornach 1989. ISBN 3-7235-0497-3
- Gerhard Herz: Schulprofil und Qualität: Entwicklungsfelder für die Waldorfschulen. Mit Beiträgen von Christoph Strawe und Udo Herrmannstorfer. Udeis-Verlag, Dortmund 2001. ISBN 3-933499-24-0